# Michael Jakob
Michael Jakob (* 1978 in Ansbach) ist deutscher Autor, Slam-Poet, Moderator sowie Veranstalter von Poetry-Slam-Veranstaltungen. Er lebt derzeit in Zirndorf.

## Leben
Michael Jakob wuchs in Ansbach auf, wo er 1998 sein Abitur am Gymnasium Carolinum (Ansbach) ablegte und im selben Jahr erstmals auf der Bühne stand. 
Von 2000 bis 2006 studierte er an der Otto-Friedrich-Universität Bamberg Betriebswirtschaftslehre und schloss sein Studium als Diplom-Kaufmann ab. Von 2005 bis 2007 absolvierte er zudem eine Fortbildung zum Theaterpädagogen am Off-Theater in Neuss. Von 2006 bis 2015 lebte er in Nürnberg und seit 2015 in Zirndorf. 
Bis 2005 trat er als Kabarettist sowie bis 2011 als Improvisationstheater-Schauspieler in Mittel- und Oberfranken auf.  
Bekannt ist Jakob vor allem in der deutschsprachigen Poetry Slam-Szene. 2003 gründete er den Ansbacher Poetry Slam, den er seither veranstaltet und moderiert. Von dort aus breitete sich das Format in ganz Mittelfranken und weit darüber hinaus aus. Vor der Corona-Pandemie war er mit der Organisation und Moderation von regelmäßigen Poetry Slam Veranstaltungsreihen in über 30 Städten in Nordbayern und im westlichen Baden-Württemberg (u. a. Nürnberg, Fürth, Bayreuth, Ingolstadt) aktiv und somit der Slam-Veranstalter (szeneintern auch Slam Master genannt) mit den meisten Poetry Slams in unterschiedlichen Orten auf der ganzen Welt.  
In seiner aktiven Zeit als Poetry Slammer konnte er sich von 2005 bis 2011 für jede ausgetragene bayrische und deutschsprachige Slammeisterschaft qualifizieren und wurde Gewinner von über 100 lokalen Poetry Slams in Deutschland, Österreich und der Schweiz. Bereits 2007 gründete er den Frankenslam, die fränkische Meisterschaft im Poetry Slam, die als älteste Regionalmeisterschaft Deutschlands gilt.  
Aktuell hat er Lehraufträge für Poetry Slam an der Technischen Hochschule Nürnberg und an der Hochschule Coburg. Weitere Lehraufträge bestehen an der TH Nürnberg sind in den Bereichen Science-Slam, Modern Speaking und in der Vergangenheit auch Improvisationstheater. 
Seit 2011 ist er überwiegend als Moderator, Kultur-Veranstalter, Auftragstexter, Keynotespeaker, Rhetorik-Coach und Trauredner für Freie Trauungen aktiv. 2012 richtete er einen Poetry Slam über 25 Stunden aus und stellte somit einen Weltrekord auf. Insgesamt dreimal moderierte er das Finale der bayerischen Poetry Slam Meisterschaften, auch Bayernslam genannt (2014 in Fürth, 2016 in Bayreuth und 2022 in Nürnberg), im Jahr 2021 moderierte er das Finale der deutschsprachigen Meisterschaften im Poetry Slam, welche er mit dem Verein Kulturschock e.V. in Franken veranstaltete. Im selben Jahr veröffentlichte er seine erste Novelle. 
Michael Jakob veröffentlichte bislang acht Bücher und ist in über 30 Anthologien zum Teil namhafter Verlage beteiligt (u. a. Piper Verlag, Carlsen Verlag, Dichterwettstreit deluxe). 2009 wurde die von ihm verfasste Theatercollage „Eine(r) stirbt immer“ uraufgeführt und mittlerweile in vier Städten gespielt. Seit 2013 ist er Veranstalter der ersten Kunst-gegen-Bares-Veranstaltungsreihe in Bayern und Mitglied in Mittelfrankens erster Lesebühne „Das Lesen der Anderen“, bei der er mit dem Liedermacher Gymmick, sowie den Poetry Slammern Peter Parkster und Thomas Schmidt als festes Ensemble spielt.

## Auszeichnungen
- 2004 Jugendkulturpreis der Stadt Ansbach
- 2009 Wolfram-von-Eschenbach-Preis (Förderpreis)
- 2009 Fränkischer Poetry Slam Meister
- 2010 Fränkischer Poetry Slam Meister
- 2012 Preis der Stadt Nürnberg (Nürnberg-Stipendium)
- 2011 Karl-Marx-Poesiepreis der Stadt Trier
- 2015 Künstler des Monats der Metropolregion Nürnberg[4]

## Veröffentlichungen
- Love. Lektora Verlag 2010, ISBN 978-3-938470-55-8.
- Peace. Lektora Verlag 2010, ISBN 978-3-938470-56-5.
- Rock ’n’ Roll. Lektora Verlag 2010, ISBN 978-3-938470-57-2.

### Als Herausgeber
- Hanf aufs Herz. 18 Geschichten, Gedichte, Gedanken über Alkohol Cannabis und weitere Drogen (Hrsg. Michael Jakob & Elias Raatz), Dichterwettstreit deluxe 2024, ISBN 978-3-98809-009-6.

### Beiträge in Sammelbänden
- Poetry Slam - das Buch (Hrsg. Sebastian 23, Mischa-Sarim Vérollet), Carlsen Verlag 2010, ISBN 978-3-551-68237-6
- Textsorbet - Volume 3G: gesehen, gelesen, gestaunt (Hrsg. Elias Raatz). Dichterwettstreit deluxe 2022, ISBN 978-3-9820358-6-4.
- An die Rollatoren, fertig, los! 14 Geschichten, Gedichte, Gedanken über Rentner, Omas und das Altwerden (Hrsg. Anna Lisa Azur & Elias Raatz). Dichterwettstreit deluxe 2023, ISBN 978-3-98809-002-7.
- Coole Stimmen für einen heißen Planeten. 16 Geschichten, Gedichte, Gedanken über Klima, Natur und Umweltschutz (Hrsg. Elias Raatz & Katharina Wenty). Dichterwettstreit deluxe 2024, ISBN 978-3-98809-023-2.
- Von Landeiern und Großstadtpflanzen. 24 Geschichten, Gedichte, Gedanken über Heimat, Identität und Zuhause (Hrsg. Elias Raatz). Dichterwettstreit deluxe 2024, ISBN 978-3-98809-025-6.